# Kong Frederik VIII besøger Island
Kong Frederik VIII besøger Island er en dansk dokumentarisk optagelse fra 1907.

## Handling
Den 30. juli 1907 ankommer den danske Kong Frederik 8. til Island med sit følge. Iblandt følget ses den 36-årige Kronprins Christian. Filmen viser kongens besøg i byerne Akureyri og Hrafnagil i det nordlige Island den 17. august. I Akureyri, hvor der er rejst en æresport i forbindelse med besøget, hilser kongen på flere af byens spidser og spiser middag med sit følge på teateret Samkomuhúsið. Herefter går turen går videre til byen Hrafnagil. I Hrafnagil holder Islands nationaldigter Matthías Jochumsson med flere tale, og kongen bestiger en islandsk hest.
Besøget var en genvisit efter Det Islandske Altings besøg i Danmark 1906. Kongen havde flere ministre og folkevalgte med sig. Besøget formåede dog ikke at lægge en dæmper på Islands ønske om fuldt selvstyre.